# Parvati

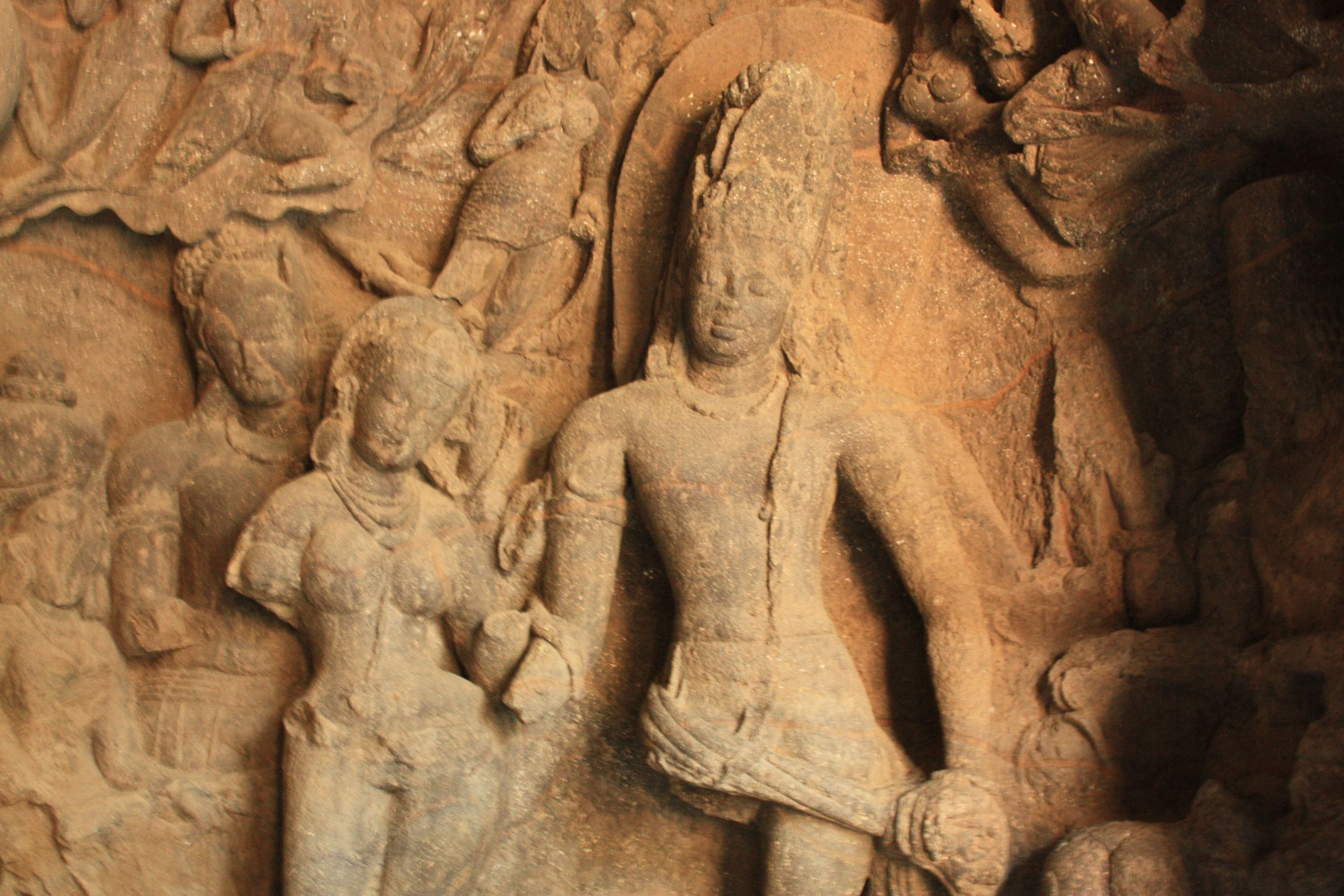
Hochzeit von Shiva und Parvati, hinter der ihr Vater Himavat steht (8. Jh.)

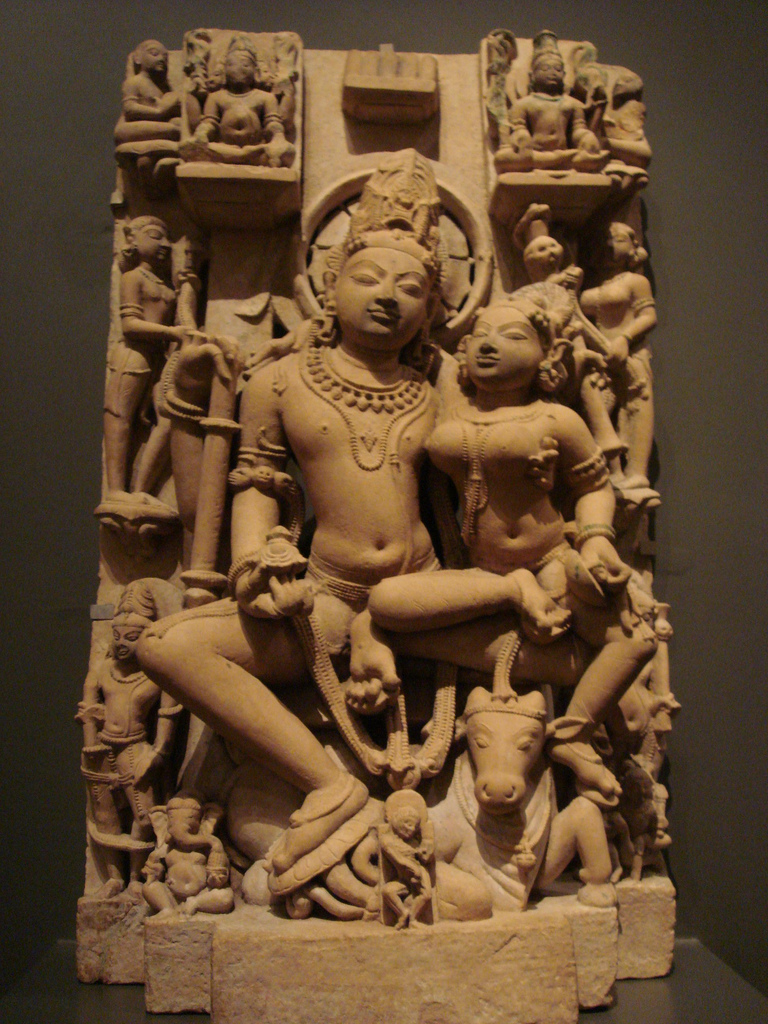
Uma-Maheshwara (10. Jh.)

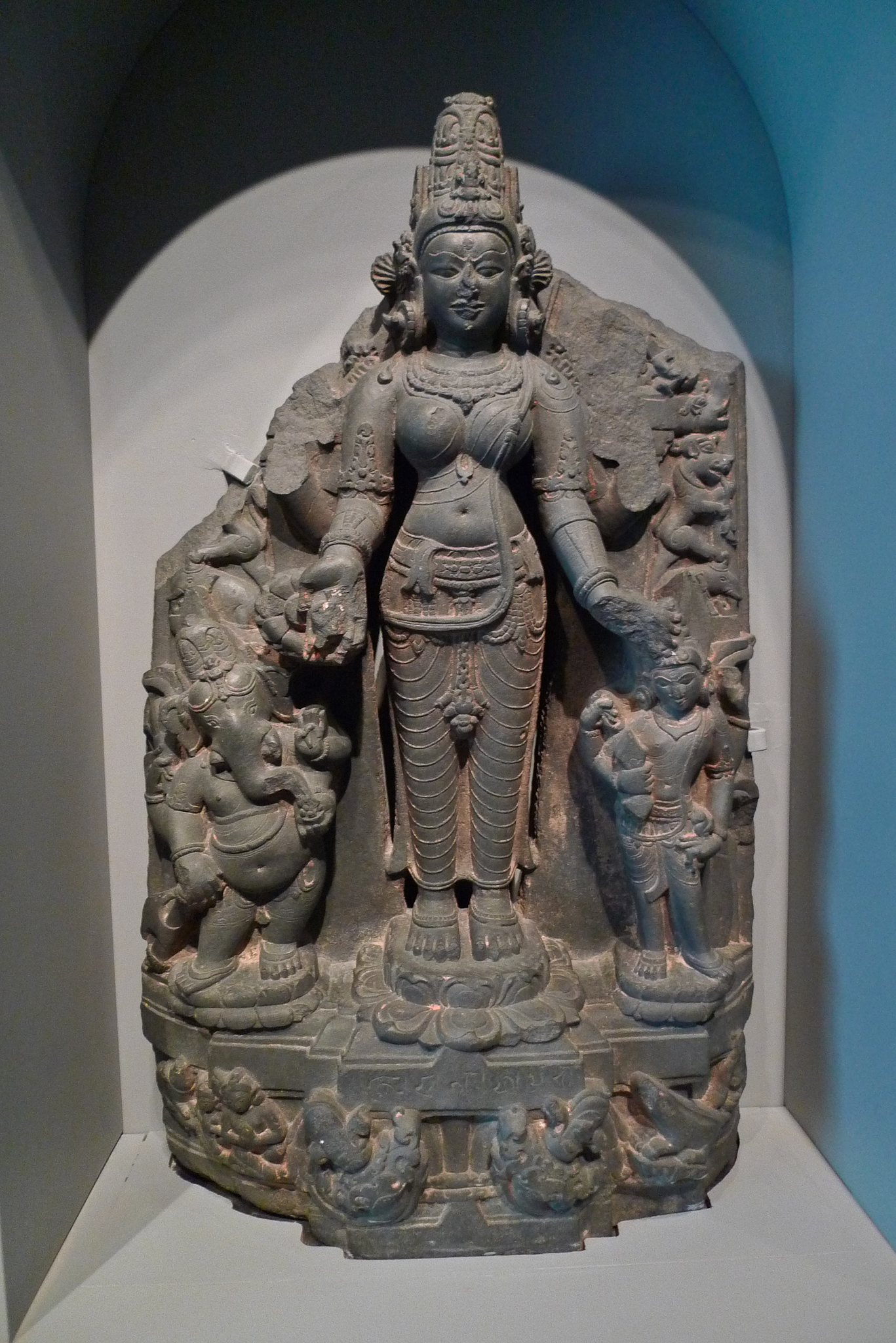
Parvati mit ihren Söhnen Ganesha und Skanda/Karttikeya (11. Jh.)

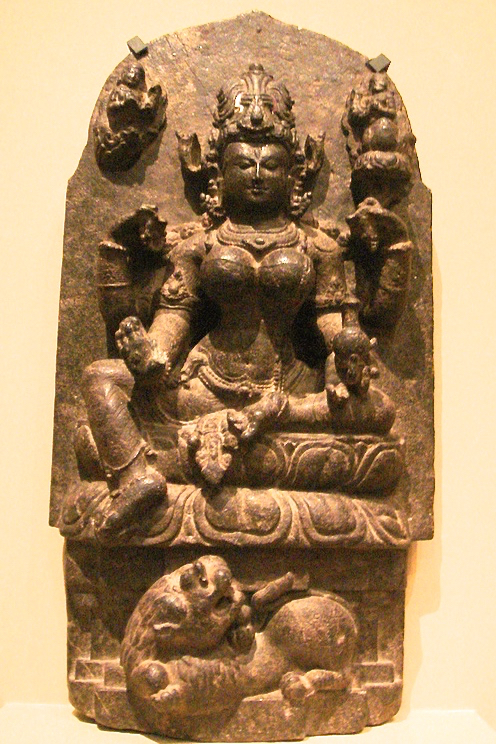
Parvati (12. Jh.)

Parvati (Sanskrit, f., पार्वती, Pārvatī) ist eine hinduistische Muttergöttin, die als die Gattin und Shakti des Shiva und Mutter von Ganesha und Skanda (auch Murugan oder Karttikeya genannt) gilt. Sie ist die Tochter von Himavat, dem Gott der Himalaya-Berge, und der Apsara Mena (auch Menga genannt) sowie die jüngere Schwester der Ganga, der göttlichen Verkörperung des Ganges. Ihr Name bedeutet „Tochter der Berge“ (skt.: parvata). Parvati verkörpert die treue, geduldige, hingebungsvolle, liebende, liebliche, ideale und gehorsame Ehefrau. Sie ist Personifikation von Gatten- und Mutterliebe. Sie ist der gnädige, mütterliche, gütige, sanfte, fürsorgende, helle, liebende und freundliche Aspekt der Mahadevi, der „großen Göttin“. Zusammen mit ihrem Mann Shiva und ihrem Sohn Ganesha bildet sie das perfekte Beispiel und Vorbild einer idealen Hindufamilie. Parvati hat viele verschiedene Erscheinungsformen, darunter auch Durga und Kali.

## Mythos
In der vedischen Literatur taucht eine Frau namens Parvati im Umfeld Rudra-Shivas nicht auf; stattdessen finden sich Namen wie Uma, Sati oder Ambika, die erst in einer späteren Phase mit Parvati in Verbindung gebracht oder gleichgesetzt wurden.
Die Puranas präsentieren Shiva und Parvati als das Elternpaar des Universums und enthalten darum viele verschiedene Mythen im Zusammenhang mit ihrem Eheleben. So traf Parvati der Legende nach eines Tages im Gebirge auf einen schönen Asketen, der um seine erste Gemahlin Sati trauerte. Parvati wusste nicht, dass sie selbst eine Reinkarnation Satis war, und erkannte in dem Asketen den Gott Shiva, in den sie sich verliebte. Um ihm gleich zu werden, begann sie ebenfalls ein asketisches Leben zu führen und stand beispielsweise 1000 Jahre auf einem Bein in einem Fluss, bis der Gott als Wanderbettler vor ihr erschien. Er stellte sie auf die Probe und wollte sie verführen. Parvati wurde sehr ärgerlich, woraufhin Shiva sich in seiner wahren Gestalt zeigte. Beide heirateten. Daraufhin zogen sie sich auf den Berg Kailash zurück und begannen mit dem sexuellen Akt, der lange Zeit ununterbrochen andauerte. Dieser Akt soll so intensiv gewesen sein, dass der Kosmos davon erschüttert wurde und die Götter Angst bekamen. Die Götter unterbrachen das Liebesspiel der beiden, und Shivas Samen fiel in den Ganges, aus dem Karttikeya geboren wurde, der dann die Welt vor dem Dämonen Taraka rettete. In anderen Sagen hatte Shiva allein sechs Kinder hervorgebracht, doch Parvati liebte diese Kinder so sehr, dass sie sie eines Tages zu heftig drückte und sie damit zu einem Kind mit sechs Köpfen verschmolz; dadurch wurde sie auch Mutter des Karttikeya. Einer anderen Version der Legende zufolge, liebte sie Karttikeya so sehr, dass ihr die Milch zu laufen begann, als sie das göttliche Kind sah.
Im Mythos um den anderen Sohn Ganesha dagegen ist die bekannteste Version jene, in der Parvati ihren Sohn aus eigener Kraft erschafft, ohne Zutun ihres Gatten Shivas. Sie brauchte einen Wächter für ihr Bad und modellierte Ganesha zu diesem Zweck aus ihrem abgeriebenen Körperschorf, Dreck, Schweiß und Blut ihres Körpers, was sie zusammen mit Salben, Ölen und Gangeswasser vermischte und mit Mantras zum Leben erweckte.
Viele Mythen handeln davon, dass Parvati sich vom asketischen Shiva im Stich gelassen und deshalb einsam fühlt. Deshalb stiftet sie den Liebesgott Kama dazu an, einen Liebespfeil auf Shiva abzuschießen. Dieser bemerkt die List und verbrennt den Gott zu Asche. Parvati bittet Shiva später, den Gott wieder zum Leben zu erwecken.
Einmal hielt Parvati Shiva bei einem Streich die Augen zu. Sofort wurde die Welt dunkel und Shiva ließ sich auf seiner Stirn ein drittes Auge wachsen, mit dem er versehentlich die Wälder des Himalaya niederbrannte. Parvati war sehr traurig darüber und bat Shiva, die Wälder wiederherzustellen.
Ein anderer Mythos erzählt, wie Shiva unzufrieden mit ihrer schwarzen Körperfarbe war und sie damit ärgerte. Parvati übte daraufhin so lange Askese, bis Brahma ihr den Wunsch gewährte eine helle Körperfarbe zu tragen. Fortan nannte sie sich Gauri („die Blonde, Goldene, die Helle, Glänzende, die Weiße“). Aus der abgelegten schwarzen Farbe oder Haut soll die Kali entstanden sein, die anderen Versionen zufolge aus ihrem Zorn entstand.
Parvati ist es, die Shiva zu einem verantwortungsvollen Ehe- und Hausmann, Haushälter und Familienvater macht und ihn zeitweise aus seiner tiefen Meditation reißt. Shiva und Parvati führen im Allgemeinen ein harmonisches, ungestörtes, friedliches Familienleben, mit Ausnahme von kleinen Streitereien und gegenseitigen Beschimpfungen, die aber nicht lange anhalten. Oft spielen sie zusammen ein Würfelspiel, bei dem Shiva sein geliebtes Lendentuch verliert und es Parvati zunächst übel nimmt, woraufhin diese ihn auslacht. Einmal soll sie ihm nicht gehorcht haben, woraufhin er sie in eine Fischersfrau verwandelte und zu den Menschen schickte. Nach einiger Zeit verwandelte er sich selbst in einen Fischersmann, gewann Parvati wieder zurück und verzieh ihr.

## Parvati in hinduistischen Schriften
Es gibt einige hinduistische Schriften, in denen Parvati in ihrer göttlichen Rolle und ihrer Verbindung zu Shiva und dem Universum beschrieben werden:
Im Devi Mahatmya, auch bekannt als Chandi Path, wird Parvati in ihrer Manifestation als Durga und Kali verehrt. Der Text beschreibt die Geschichte von Durga, die das Böse besiegt, insbesondere den Dämon Mahishasura. Dieser Text zeigt Parvati als die höchste Göttin, die die universelle Energie (Shakti) verkörpert, und als die Beschützerin des Kosmos. Sie wird hier als kraftvolle, kämpfende Göttin dargestellt, die das Universum vor den Kräften des Bösen bewahrt.
Das Linga Purana behandelt die Verehrung des Shiva-Lingams und enthält Erzählungen über Parvati und ihre Rolle als die Göttin, die zusammen mit Shiva das Universum erschafft, erhält und zerstört. Sie wird als die Shakti von Shiva beschrieben, die in vielen Formen manifestiert ist, um die kosmische Ordnung zu bewahren. In diesem Text wird Parvati nicht als Schülerin dargestellt, sondern als göttliche Partnerin von Shiva.
Das Skanda Purana ist besonders bedeutend für die Verehrung von Kartikeya (Skanda), dem Sohn von Shiva und Parvati. Es enthält viele Geschichten über die Geburt von Kartikeya und seine Rolle als Kriegsführer der Götter. Hier wird Parvati als Mutter von Kartikeya beschrieben und als die Göttin, die durch ihre Weisheit und göttliche Energie das Universum beeinflusst.
Das Devi Bhagavata Purana ist eines der wichtigsten Werke in der Shakti-Verehrung, in dem die Göttin als die höchste Realität angesehen wird. Parvati erscheint in diesem Text in verschiedenen Manifestationen, insbesondere als Durga und Kali. Es gibt Dialoge, in denen sie ihre Rolle im universellen Schöpfungsprozess und ihre Beziehung zu Shiva erklärt. Der Text betont die Göttin als die allumfassende und universelle Energie (Shakti), die das ganze Universum durchdringt.
In den Tantras – speziell in den Kularnava Tantra, Rudra Yamala Tantra und Vigyana Bhairava Tantra – finden sich ebenfalls Dialoge zwischen Parvati und Shiva. Diese Texte sind zentral für die tantrische Tradition des Hinduismus, in denen Parvati als die göttliche Shakti und Shiva als das Bewusstsein verehrt werden. In diesen Dialogen erklärt Shiva Parvati tiefgehende spirituelle Lehren über das kosmische Prinzip, die Meditation und die Wege zur Erleuchtung.

## Parvati als Shivas Schülerin
In einigen hinduistischen Texten spielt Parvati eine wichtige Rolle als fragende Schülerin Shivas, der letztendlich in ihrem Dialog mit Shiva die tiefsten Geheimnisse des Universums vom höchsten Bewusstseins gelehrt werden. Diese Schriften spiegeln nicht nur ihre eigene spirituelle Suche wider, sondern auch ihre Fürsorge für das Wohlergehen aller Lebewesen. Sie stellt diese Fragen nicht nur für sich selbst, sondern tritt als fragende Mutter hevor, die für die Menschheit (ihr Kinder) nach Wissen und Erlösung fragt.
Die Guru Gita ist ein Dialog zwischen Shiva und Parvati in der sie nach der Bedeutung des Gurus und seiner Rolle im spirituellen Leben fragt. Shiva erklärt Parvati, dass der Guru die Verkörperung des höchsten Bewusstseins (Brahman) ist und dass der Guru den Suchenden auf den Weg zur Befreiung führt. Der Text unterstreicht die Bedeutung des Gurus als Vermittler von Wissen und als Quelle der Weisheit.
Das Tripura Rahasya ist ein besonders in der Advaita Vedanta-Tradition geschätzter Text. In diesem Dialog stellt Parvati Fragen über die Natur des höchsten Bewusstseins (Brahman) und den Weg zur Erleuchtung. Shiva erklärt die Natur des Selbst (Atman) und wie es mit Brahman (dem göttlichen Bewusstsein) verbunden ist. Es werden die Praktiken der Meditation und die Erkenntnis des göttlichen Bewusstseins gelehrt.
Im Devi Bhagavata Purana gibt es viele Dialoge zwischen Parvati und Shiva, besonders im Abschnitt, der die kosmische Rolle der Göttin beschreibt. Parvati fragt Shiva nach der Natur des Universums, der Schöpfung und der göttlichen Ordnung. Parvati wird hier als Schülerin gezeigt, die Shiva nach der wahren Natur von Shakti fragt und von ihm tiefe spirituelle Erkenntnisse empfängt.
Das Shiva Purana enthält viele Dialoge zwischen Shiva und Parvati. In diesen Dialogen erklärt Shiva die Bedeutung des Shiva-Lingam und seine Rolle im Universum. Parvati stellt Fragen darüber wie man das Wissen über das Göttliche erlangt und Shiva erklärt ihr die mystischen Aspekte des Universums und die Bedeutung der Meditation und der Verehrung.

## Ikonographie

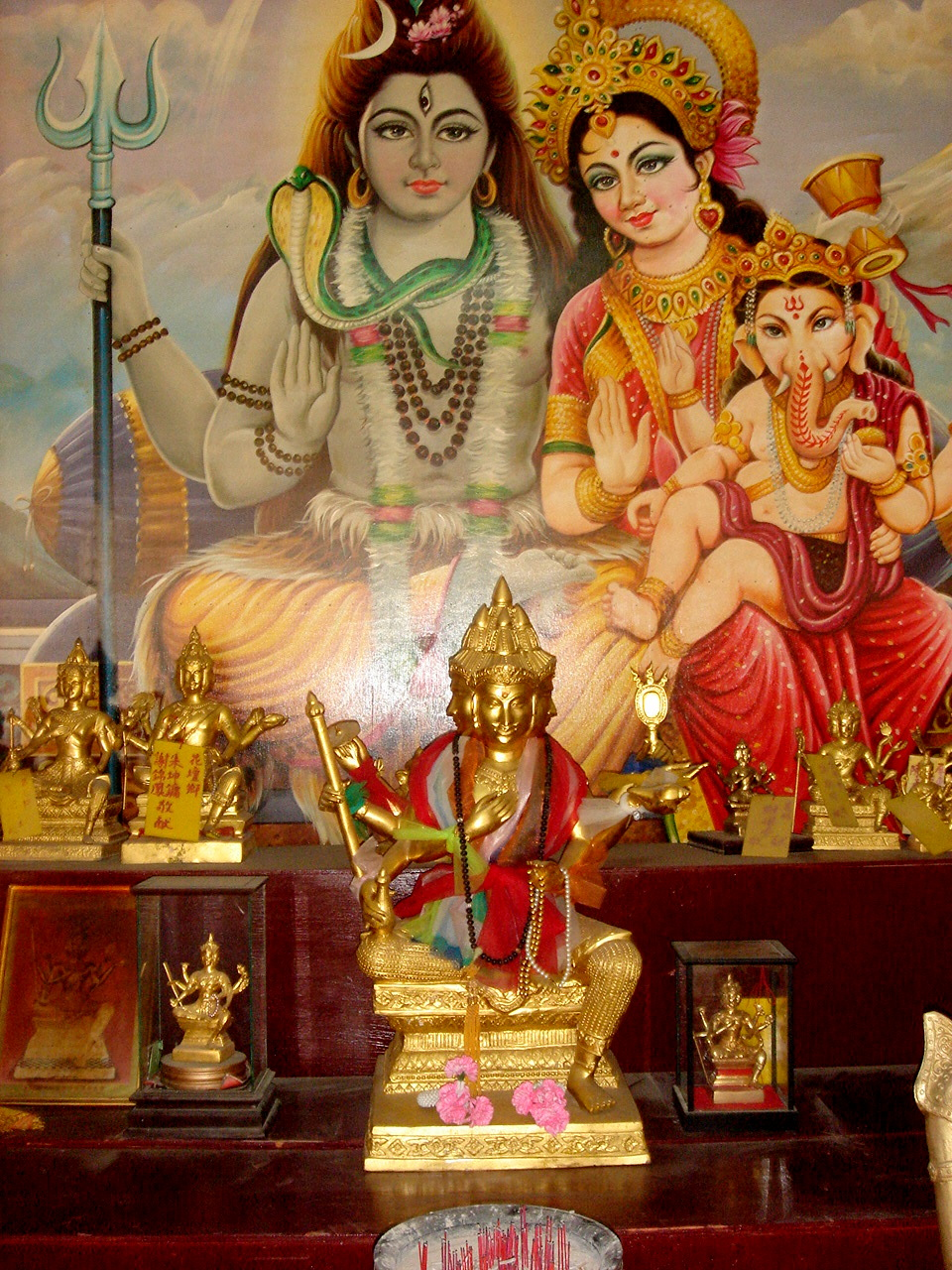
Shiva und Parvati mit Ganesha
(20. Jh.)

In mittelalterlichen Skulpturen erscheint Parvati mal sitzend, mal stehend, mit zwei oder vier Armen, aber stets mit nackten Brüsten und umgeben von himmlischen Wesen, Dienerinnen und/oder ihren Söhnen Ganesha und Skanda/Karttikeya. Allein ist ihr Reittier ein Tiger oder ein Löwe; mit Shiva zusammen sitzt bzw. reitet sie oft auf einem Stier (nandi). Vor allem in Südindien ist die Darstellung als Familie zusammen mit Shiva und Skanda verbreitet (vergleiche Somaskanda).
Auf neuzeitlichen Bildern und Kunstdrucken erscheint Parvati dagegen häufig gemeinsam mit Shiva als anmutige, vollständig bekleidete, reich geschmückte Frau mit zwei Armen, in der rechten Hand eine blaue Lotosblüte. Wenn Parvati einzeln dargestellt ist, hat sie manchmal vier Hände, von denen zwei eine rote und eine blaue geschlossene Lotosblüte halten und die beiden anderen die Gnade gewährende Handgeste Varada-Mudra sowie die Schutz gewährende Abhaya-Mudra zeigen. Oft trägt sie dieselben Embleme wie Shiva, etwa den Dreizack (trishula), die Gebetskette (mala) oder die Kobraschlange (naga). So wie dieser hat sie manchmal ein drittes, energetisches Auge auf der Stirnmitte.
In ihrem mütterlichen Aspekt trägt sie in vielen Darstellungen ihren Sohn Ganesha auf dem Arm. Populär sind Darstellungen mit Shiva, Parvati, Ganesha und Skanda als ‚Heilige Familie‘ auf dem Berg Kailash. Meistens sind ihre Reittiere (vahanas) Tiger oder Löwe. Von Lakshmi ist sie durch das Fehlen des charakteristischen Brustbandes zu unterscheiden.
Oft wird sie aber auch in anikonischer Form, in Form einer Yoni („Mutterschoß, Ursprung, Quelle“), die die stark abstrahierte Form einer weiblichen Vulva hat, dargestellt, meist umschließt sie einen Lingam, das phallische Symbol ihres Mannes Shiva (vergleiche in diesem Zusammenhang auch die Legende um den Asketen Bhringi).
Der Asteroid des inneren Hauptgürtels (2847) Parvati ist nach ihr benannt.

## Bedeutung
Genauso wie Shiva hat Parvati den Doppelaspekt von Erhaltung und Zerstörung. Hauptsächlich verkörpert sie jedoch das Sinnbild der lebenspendenden und lebenserhaltenden Mutter. Andere ihrer Namen sind Amba oder Ambika („Mutter“), Bhagavati („Erhabene“) oder Jagadamba („Weltmutter“). Als Parvati wird sie niemals zornig dargestellt. Verkörpert sie dagegen den Aspekt der Zerstörung, wird sie Kali oder Durga genannt. Im Shaktismus ist sie die Verkörperung der göttlichen Energie, der Shakti, ohne die der in sich ruhende Gott Shiva seine Funktion nicht erfüllen könnte. Die Schriften benutzen eine Reihe von Bildern und Metaphern, um die komplementäre Identität von Shiva und Shakti zu verdeutlichen. So ist Shiva der Himmel, Parvati die Erde, Shiva das Subjekt, Parvati das Objekt, Shiva die Sonne, Parvati das Licht.
Die Ikonographie zeigt darum auch beide in einer einzigen Gestalt als Ardhanarishvara, halb männlich, halb weiblich, wobei Parvati stets die linke (= weibliche) und Shiva die rechte (= männliche) Seite bildet.

## Verehrung
Der in verschiedenen Formen, z. B. als Berggöttin Gauri (= „die Weißliche“), als Uma (= „die Gnädige“) oder Annapurna (= „die an Nahrung Reiche“), auftretenden Göttin Parvati sind nur wenige Tempel in Indien geweiht (z. B. auf dem Parvati Hill bei Pune). Häufiger wird sie als Kali oder Durga und natürlich als Gattin Shakti Shivas verehrt. In den dörflichen Regionen Indiens treten seit Jahrtausenden verehrte Muttergöttinnen wie Ambika, Jagadamba, Jaganmata u. ä. an die Stelle von Parvati.

## Belege
1. ↑  für das Folgende im Wesentlichen: Parvati. In: Rachel Storm: Enzyklopädie der östlichen Mythologie. Edition XXL, Reichelsheim 2000, ISBN 3-89736-305-4.
2. ↑  David Kinsley: Indische Göttinnen. Weibliche Gottheiten im Hinduismus. Insel-Verlag, Frankfurt am Main 1990, ISBN 3-458-16118-X, S. 58ff.
3. ↑  Markandeya: Devi Mahatmya. Chandi Path. 1. Auflage. Advaita Ashrama, Kolkata 1983 (englisch): “Devi Mahatmya, Chandi Path”
4. ↑  Vyasa: Linga Purana. 1. Auflage. Divine Life Society, Rishikesh 1952 (englisch): “Linga Purana, Parvati als Shakti”
5. ↑  Vyasa: Skanda Purana. 1. Auflage. Divine Life Society, Rishikesh 1975 (englisch): “Skanda Purana, Parvati als Mutter von Karttikeya”
6. ↑  Vyasa: Devi Bhagavata Purana. 1. Auflage. Advaita Ashrama, Kolkata 1981 (englisch): “Devi Bhagavata Purana, 3. Buch, Kapitel 6-10”
7. ↑  Swami Muktananda: Kularnava Tantra und Rudra Yamala Tantra. 1. Auflage. Siddha Yoga Publications, Muktananda Ashram 1998 (englisch): “Kularnava Tantra, Rudra Yamala Tantra, Parvati als Shakti”
8. ↑  David Kinsley: The Goddesses' Mirror: Visions of the Divine from East and West. Oxford University Press, Oxford 1998, S. 145–146 (englisch).
9. ↑  Mircea Eliade: The Myth of the Eternal Return. Princeton University Press, Princeton 1954, S. 32–33 (englisch).
10. ↑  Vyasa: Skanda Purana. Guru Gita. 1. Auflage. Divine Life Society, Rishikesh 1992: „Guru Gita, Vers 1-12“
11. ↑  Sri Shankaracharya: Tripura Rahasya. 1. Auflage. Ramakrishna Mission, Kolkata 2012 (englisch): “Tripura Rahasya, Dialog zwischen Shiva und Parvati”
12. ↑  Srimad Bhagavata: Devi Bhagavata Purana. 1. Auflage. Advaita Ashrama, Kolkata 1981 (englisch): “Devi Bhagavata Purana, 3. Buch, Kapitel 6-10”
13. ↑  Vyasa: Shiva Purana. Vidyesvara Samhita. 1. Auflage. Advaita Ashrama, Kolkata 1985 (englisch): “Shiva Purana, Vidyesvara Samhita”
14. ↑  Lutz D. Schmadel: Dictionary of Minor Planet Names. Fifth Revised and Enlarged Edition. Hrsg.: Lutz D. Schmadel. 5. Auflage. Springer Verlag, Berlin, Heidelberg 2003, ISBN 3-540-29925-4, S. 186, doi:10.1007/978-3-540-29925-7_2848 (englisch, 992 S., Originaltitel: Dictionary of Minor Planet Names. Erstausgabe: Springer Verlag, Berlin, Heidelberg  1992): “1959 CC1. Discovered 1959 Feb. 1 at the Lowell Observatory at Flagstaff.”